# 耿恵昌
耿惠昌（こう けいしょう、簡体字：耿惠昌、繁体字：耿惠昌、英語：Geng Huichang、1951年11月 - ）は、中華人民共和国の政治家、官僚。国家安全部長を務めた。2007年より党中央委員である。 

## 経歴
1951年11月に河北省楽亭県に誕生する。
- 1985年　国際関係学院アメリカ研究所副所長
- 1990年　同所長。
- 1992年 中国現代国際関係研究所所長
- 1998年9月　中華人民共和国国家安全部副部長
- 2007年8月30日　同部長（2016年11月7日まで）

## ちなみに
アメリカの社会研究を専門にする。著書に『アメリカの新右翼運動』などがある。

## 注意
| スタブアイコン | サブスタブ | この項目は、まだ閲覧者の調べものの参照としては役立たない、人物に関連した書きかけの項目です。この項目を加筆・訂正などしてくださる協力者を求めています（P:人物伝/PJ:人物伝）。 |